# ČGS
Die Unternehmensgruppe ČGS a.s. (Česká gumárenská společnost a.s.) ist ein tschechischer Produzent von Kautschukprodukten mit Sitz in Prag. Die beiden wichtigsten Firmen der Holding sind Mitas und Rubena. Zum 1. Juni 2016 wurde das Unternehmen von Trelleborg AB übernommen.

## Produktion
Die CGS a.s. Holding hat drei Produktionsstätten in der Tschechischen Republik (Hradec Králové, Náchod, Velké Poříčí und Zlín), eine in Serbien (Ruma), eine in Slowenien (Sava) und eine in USA sowie ein globales Vertriebsnetzwerk.

## Landwirtschaftsreifen/Industriereifen/Motorradreifen

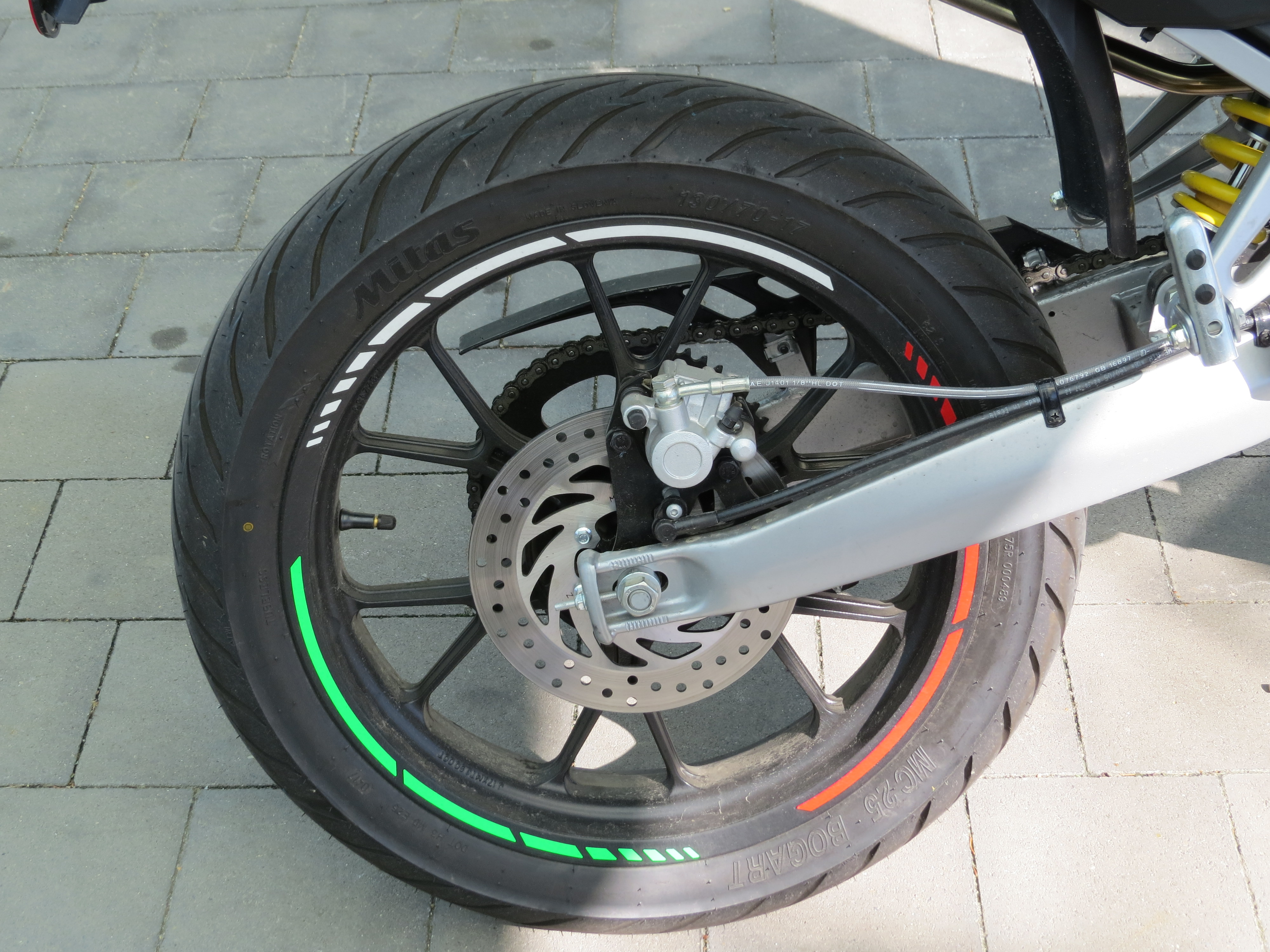
Mitas Motorradreifen

MITAS a.s. stellt Landwirtschafts-, Industrie- und Motorradreifen her. Landwirtschaftsreifen werden weltweit unter zwei Markennamen produziert und verkauft: Mitas und Cultor. Landwirtschaftsreifen der Marke Continental wurden bis zur Übernahme durch die Trelleborg AB in Lizenz produziert und vertrieben. Mitas produziert und vertreibt auch  Industrie- und Motorradreifen unter der Marke Mitas. Mitas ging 2022 mit der Übernahme der Trelleborg-Reifensparte an Yokohama.

## Rubena
Zu Rubenas Sortiment zählen Manschetten, Abstreifringe, Gummidichtungen, Buchsen, Beläge, Deckel, Bindemittel. Außerdem produziert die Firma Gummitextilen wie z. B. Spundwände, Stauwehrfolie, Nadelwehre, Dichtungs- und Hebesäcke, Flugzeugbehälter,  Blasebalge, Verbindungen, Membranen, Kompensatoren, Keilriemen (seit 2004) sowie Gummibelege für Zylinder und Gummimischungen. Fahrradreifen und Fahrradschläuche stellen einen weiteren Teil des Produktsortiments von Rubena dar. Nachdem Rubena seit 2016 auch Trelleborg gehörte, erwarb es im August 2021 die Kaprain Group.